# Gerhard Flesch

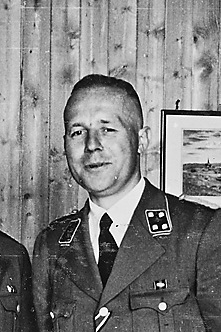
Gerhard Flesch

Gerhard Friedrich Ernst Flesch (* 8. Oktober 1909 in Posen; † 28. Februar 1948 hingerichtet in Trondheim/Norwegen) war in der Zeit des Nationalsozialismus SS-Obersturmbannführer und Oberregierungsrat, Leiter der Staatspolizeistelle Erfurt, Führer des Einsatzkommandos 2 der Einsatzgruppe VI im deutsch besetzten Polen, Kommandeur der Sicherheitspolizei und des SD in Bergen und Trondheim.

## Leben
Flesch trat zum 1. Mai 1933 der NSDAP (Mitgliedsnummer 3.018.617) und im selben Jahr der SS (SS-Nummer 267.300) bei; bis 1935 war er als NSDAP-Zellenleiter in Berlin-Hohenschönhausen politisch tätig. Nach Abschluss seines Jurastudiums ging Flesch zum Sicherheitsdienst (SD), wo er als Assessor ab Oktober 1936 für die Überwachung religiöser Sekten eingesetzt wurde. Weitere Stationen seiner beruflichen Karriere bildeten die stellvertretende Leitung der Gestapo in Frankfurt (Oder) ab dem 1. Januar 1938 und seine Verwendung als stellvertretender Gestapochef in Saarbrücken ein Jahr später. Nach einem kurzzeitigen Dienst in Pilsen leitete er ab Mitte 1939 als Chef die Gestapo Erfurt. Zwischenzeitlich zum SS-Sturmbannführer und Regierungsassistenten ernannt, war Flesch auch als politischer Referent des thüringischen Gauleiters Fritz Sauckel tätig.
Mit Beginn des Überfalls auf Polen wurde Flesch wie viele Angehörige des SD bei den Einsatzgruppen der Sicherheitspolizei eingesetzt und mit der Führung des Einsatzkommandos 2 der Einsatzgruppe VI betraut. Im Westfeldzug führte Flesch ein Spezialkommando der Sicherheitspolizei mit dem Auftrag, geheimes Aktenmaterial der französischen Sicherheitspolizei sicherzustellen.
Vom 29. April 1940 bis 11. Oktober 1941 wirkte er als Kommandeur der Sicherheitspolizei und des SD (KdS) im norwegischen Bergen. Anschließend war er in gleicher Position in Trondheim tätig, wo er am 30. Januar 1944 zum SS-Obersturmbannführer und Oberregierungsrat befördert wurde.
Nach dem Zusammenbruch des von Deutschland in Norwegen installierten Besatzungsregimes im Mai 1945 wurde ein großer Teil der Personen des Machtappartes „Reichskommission Norwegen“ in Haft genommen. Dazu gehörte auch Gerhard Flesch. Mehrere der für begangene Verbrechen Verantwortlichen entzogen sich den drohenden strafrechtlichen Konsequenzen durch Flucht oder Selbstmord. Wegen der von Flesch in Norwegen begangenen Kriegsverbrechen wurde er am 2. Dezember 1946 zum Tode verurteilt. Zu den ihm zur Last gelegten Verbrechen gehörten unter anderem der Befehl an einen Kommandanten des von ihm inspezierten Strafgefangenenlager Falstad, dass drei jüdische Häftlinge zu erschießen sind. In besonderer Weise hatte er seit Herbst 1942 die Verhaftung und Deportation der norwegischen Juden vorangetrieben. Seine Position als Kommandierender der Sicherheitskräfte nutzte er mehrfach, um das Standrecht selbst anzuwenden. Opfer waren 23 Männer aus den Gemeinden Grane und Vevelstad. Weiterhin war er Mitglied eines Tribunals in Trondheim während des dort verhängten Ausnahmezustandes im Oktober 1942, das zehn Sühneopfer auswählte, die anschließend ohne Gerichtsverfahren erschossen wurden. Dazu zählte weiter die sofortige Tötung eines Mannes am 8. Oktober 1942 wegen des Verdachts der Spionage. Sowohl das Oberste Gericht Norwegens als auch der norwegische König lehnten eingegangene Gnadengesuche ab. Am 28. Februar 1948 wurde das Urteil gegen ihn auf der Festung Kristiansen in Trondheim vollstreckt.